# C/2000 S5
C/2000 S5 — одна з довгоперіодичних параболічних комет. Ця комета була відкрита 19 вересня 2000 року; вона мала 11.6m на час відкриття.